# Île du Roland
Pour les articles homonymes, voir Roland (homonymie).
L'Île du Roland est une île de l'océan Indien située au large de la pointe nord-ouest de la Grande Terre des îles Kerguelen. Elle forme avec l'île de Croÿ et les îles Ternay avoisinantes l'ensemble des îles Nuageuses.
Elle porte le nom (mais avec un seul l) du bateau Le Rolland de Kerguelen de Trémarec lors de sa seconde expédition en 1773.
L'île fait environ quatre kilomètres de longueur du nord au sud pour deux kilomètres de largeur avec deux sommets bien distincts dont le plus élevé est le pic Charcot avec 500 mètres d'altitude.